# Собор Введения во храм Пресвятой Девы Марии (Натал)
Собор Введения во храм Пресвятой Девы Марии или Новый собор, Собор нового города (порт. Catedral Metropolitana de Natal, Catedral Nova ou Catedral Nova Cidade) — католическая церковь, находящаяся в жилой части города Натал — столице штата Риу-Гранди-ду-Норти, Бразилия. Церковь Введения во храм Пресвятой Девы Марии является кафедральным собором архиепархии Натала.

## История
Церковь Введения во храм Пресвятой Девы Марии в Натале была освящена 21 ноября 1988 года. В настоящее время на нижнем этаже церкви располагается епархиальное управление и различные церковные организации.
13 октября 1991 года Собор Введения во храм Пресвятой Девы Марии посетил Римский папа Иоанн Павел II, который в это время совершал третий пастырский визит в Бразилии.